# Kostel svatého Josefa Kalasanského (Moravská Třebová)
Kostel svatého Josefa Kalasanského byl historickou stavbou v Moravské Třebové. Stál na křižovatce ulic Lanškrounská a Olomoucká.

## Historie

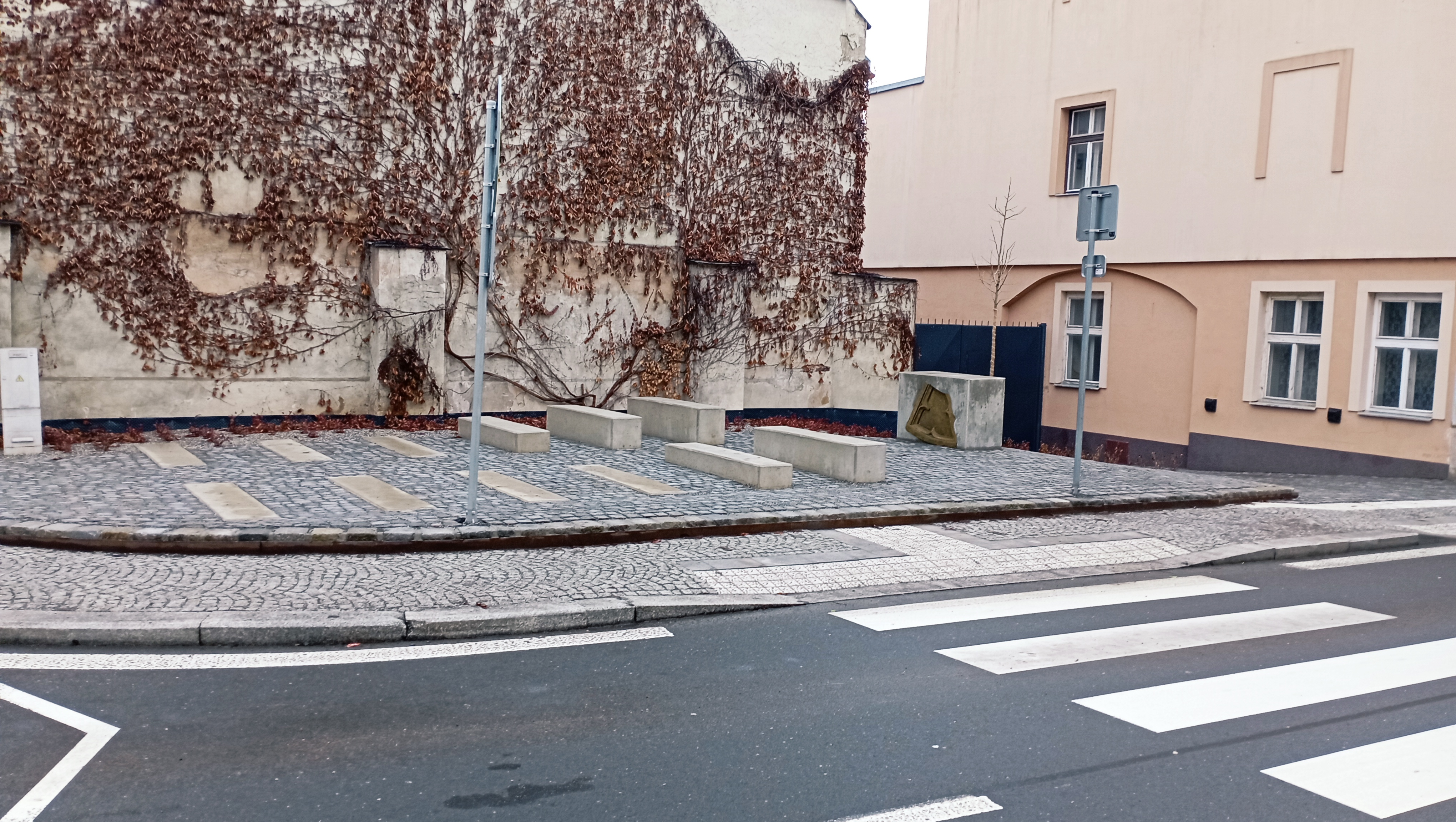
Piaristické nároží

Historie stavby sahá až k přelomu 14. a 15. století. Mezi lety 1398-1408 byl před Dolní branou vystavěn špitál sv. Lazara s kaplí sv. Františka Serafínského. Moravská Třebová trpěla v historii na požáry, po tom v roce 1541 došlo k přestavbě kaple již do podoby špitálního kostela. Roku 1765 je kostel předán do správy Piaristům, kteří ve městě otevřeli svoji kolej, roku 1804 povýšenou na gymnázium. Při oslavách svátku svatého Josefa Kalasanského roku 1777 došlo ke změně zasvěcení na tohoto světce. Další požár poškodil kostel roku 1840, roku 1853 byl za pomoci měšťanů obnoven. V letech 1884-1886 vyhlásil poslední člen Piaristů sbírku na vybavení kostela. Do novogotické podoby byl chrám přestavěn mezi lety 1890-1894. Během první světové války, roku 1917, byly zabaveny zvony z roku 1841. Po Velké válce pořízené zvony popraskaly roku 1931, ale tentýž rok 25. října byly posvěceny nové dva zvony. Bohoslužby byly v kostele slouženy do roku 1940, kdy nacisté konání bohoslužeb zakázaly, a kostel poté sloužil jako skladiště. Koncem druhé světové války se tady prodávalo oblečení. Krátce se ještě sloužily bohoslužby v roce 1945 pro internované Němce. Definitivní konec kostela se odehrál v dubnu 1977, kdy byl na žádost města zbourán, kvůli rozšíření křižovatky. Na památku kostela bylo na místě stavby zřízeno piaristické nároží, slavnostně odhalené 17. 11. 2024. Stavbu připomínají betonové kvádry, symbolizující lavice, a oltář, ve kterém je vložen fragment z původní stavby.

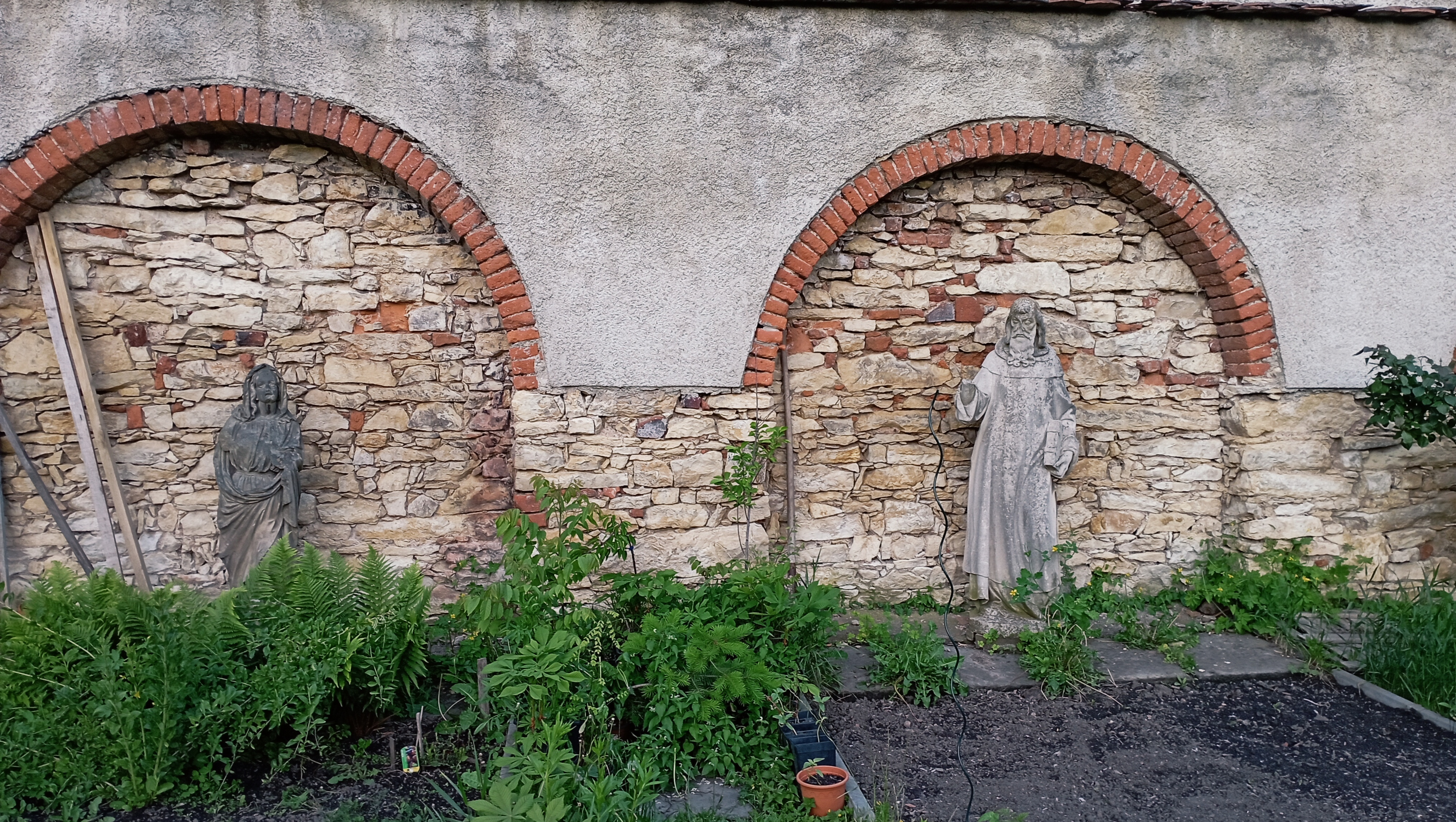
Socha sv. Severína (vlevo)

## Popis stavby po novogotické přestavbě
Kostel byl jednolodní stavba, ke které ze severu přiléhala budova špitálu, z východu zástavba domů. V západním a jižním průčelí se nacházel lomený portál. V západním průčelí se také nacházely sochy sv. Severína a sv. Bonifáce. Ve štítu bylo umístěno rosetové okno. V rozích stavby se nacházely fiály. Do panoramatu města přispívala vysoká sanktusová vížka.